# Бучацька середня загальноосвітня школа № 2
Бучацька середня загальноосвітня школа № 2 — середній загальноосвітній навчальний заклад I-III-го ступенів у місті Бучач Тернопільської області. Розташована у двох будівлях:
- початкова школа (І-го ступеня) старому будинку на території колишнього приміського села Нагірянка,
- школа II-III-го ступенів — в одному приміщенні з Бучацьким ліцеєм.

## Короткі відомості

### Школа II-III-го ступенів
Почала діяти як Бучацька середня школа № 2 у 1979 році. У радянські часи була названа на честь українського радянського дитячого педагога Антона Макаренка.

## Особи

### Директори

#### Початкової школи
- Корж Люба

#### Середньої школи №2
- Бойчук Остап
- Рудник Орест
- Беринда (Ключник) Марія

### Вчителі
Михайло Мовчан, Сергій Курцеба (фізвиховання),

### Випускники, учні
- Іванел Олег (1973—1997, Львів) — неодноразовий призер обласних олімпіад з математики, фізики, інформатики, загинув трагічно
- Кміть Микола — український підприємець, колишній голова Львівської обласної держадміністрації, президент ФК «Скала» Стрий.[1]
- Легкий Роман — гравець ФК «Кристал» Чортків.
- Слєпцов Андрій — український музикант, гітарист гурту «Гайдамаки»[2]
- Футуйма Юрій — український хірург, співак, кандидат медичних наук.